# Лайлат аль-Джейза
Лейлат аль-Джайза або Ніч нагород — ніч перед Уразою-Байрамом. Це має особливе значення для місяця Рамадан і полягає в отриманні винагороди за всі пости та добрі справи в цьому місяці. У мусульман ця ніч вважається благословенною. Мусульмани вірять, що в цю ніч небесні ворота відкриті й Божі благословення рясні. Таким чином, вони беруть участь у різних актах поклоніння, таких як виконання додаткових добровільних молитов, читання Корану, прохання прощення у Бога та благання про благословення та милість.
Вважається, що Лейлат аль-Джайза — одна з п'яти ночей, протягом яких молитви й благання не відхиляються. Ось чому мусульмани якнайкраще використовують цю ніч, беручи участь в актах поклоніння, сподіваючись отримати нагороду від Бога за свої зусилля протягом місяця Рамадан. Щоб отримати користь від цієї ночі, мусульмани повинні провести її, здійснюючи богослужіння і молячись Богу. Ісламський пророк Магомет подав приклад для мусульман, провівши цю ніч у молитві та благанні. Він здійснював молитви нафл, які є необов'язковими молитвами, читав Коран і шукав прощення у Бога. Він також виконував молитви Тахаджуд, які є необов'язковими молитвами, рекомендованими для виконання в пізні години ночі. Лайлат аль-Джаїза є важливою ніччю, і це можливість для них отримати винагороду та благословення від Бога за їхні зусилля протягом місяця Рамадан. Це час для роздумів, самовдосконалення та пошуку прощення від Бога, і мусульмани прагнуть максимально використати цю ніч через акти поклоніння та благання.
Імам Садік вважає, що прощення і порятунок сходять на людину, яка постить, у цю ніч, а не в ніч влади.
Повідомляється, що Мухаммед сказав у хадісі Сунан ібн Маджа:
|  | «Хто встає (на поклоніння) в ночі, що передують двом курбан-байрамам, очікуючи нагороди від свого Господа, серце його не помре, коли помруть інші серця». |